# Olszanka (gmina w województwie mazowieckim)
Olszanka – gmina wiejska w województwie mazowieckim, w powiecie łosickim. W latach 1975–1998 gmina położona była w województwie bialskopodlaskim.
Siedziba gminy to Olszanka.
Według danych z 30 czerwca 2004 gminę zamieszkiwało 3239 osób.
5 października 1973 od gminy Olszanka odłączono sołectwo Szańków, włączając je do gminy Łosice.

## Struktura powierzchni
Według danych z roku 2002 gmina Olszanka ma obszar 87,34 km², w tym:
- użytki rolne: 82%
- użytki leśne: 12%

Gmina stanowi 11,32% powierzchni powiatu.

## Demografia

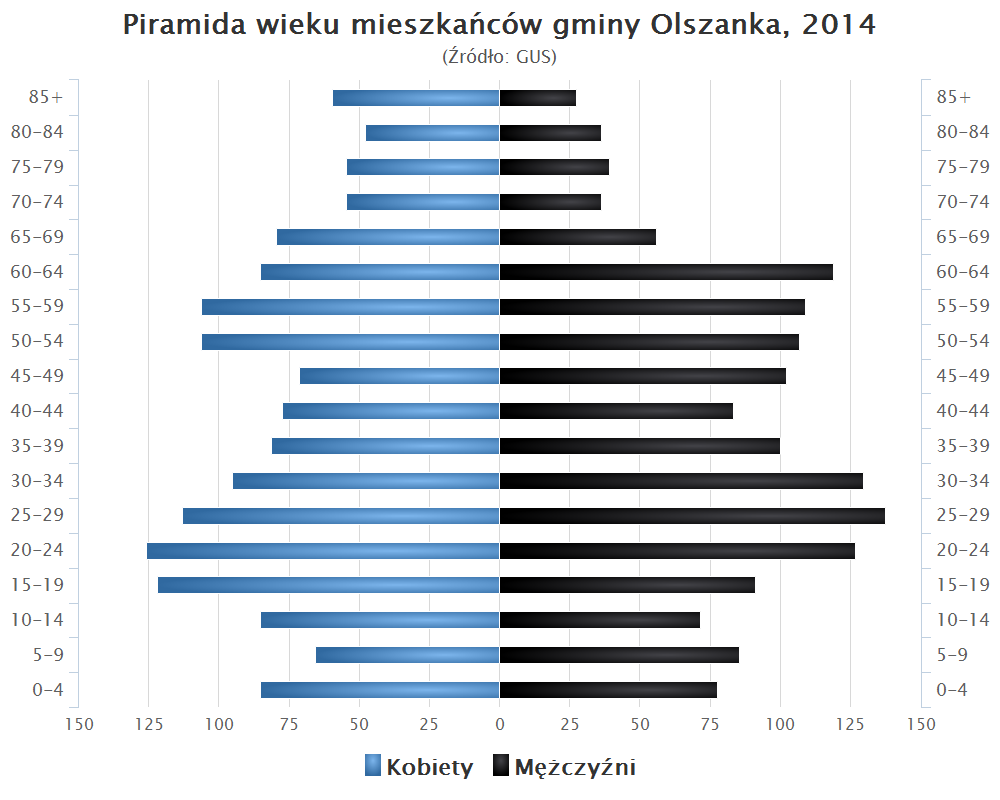
Piramida wieku mieszkańców gminy Olszanka w 2014 roku

Dane z 30 czerwca 2004:
| Opis                              | Ogółem | Ogółem | Kobiety | Kobiety | Mężczyźni | Mężczyźni |
| --------------------------------- | ------ | ------ | ------- | ------- | --------- | --------- |
| jednostka                         | osób   | %      | osób    | %       | osób      | %         |
| populacja                         | 3239   | 100    | 1585    | 48,9    | 1654      | 51,1      |
| gęstość zaludnienia (mieszk./km²) | 37,1   | 37,1   | 18,1    | 18,1    | 18,9      | 18,9      |

## Sołectwa
Bejdy, Bolesty, Dawidy, Hadynów, Klimy, Korczówka, Korczówka-Kolonia, Mszanna, Nowe Łepki, Olszanka, Pietrusy, Próchenki, Radlnia, Stare Łepki, Szawły, Szydłówka, Wyczółki.

## Sąsiednie gminy
Huszlew, Łosice, Międzyrzec Podlaski, Mordy, Zbuczyn